# Yrjö Paatero
Yrjö Veli Paatero, född 20 mars 1901 i Helsingfors, död 13 februari 1963 i Åbo, var en finländsk tandläkare.
Paatero blev odontologie doktor 1939, var docent i odontologisk röntgendiagnostik vid Helsingfors universitet 1955–1963, tilldelades professors titel 1959 och var professor i odontologisk röntgenologi vid Åbo universitet 1961–1963. Han uppfann apparatur för panoramaröntgen av tänderna, ortopantomografi, vilket ledde till uppkomsten av en omfattande exportindustri